# Adverbialis
Adverbialis (förkortat: ADV) är ett grammatiskt kasus i abchaziska och georgiska som har en funktion liknande translativ och essiv i östersjöfinska språk. Termen används ibland för att hänvisa till ablativ i andra språk.

## Exempel
I georgiska har adverbial fall flera funktioner. Den vanligaste användningen är att härleda adverb från adjektiv:
Pianinoze kargad ukravs ("Han/hon spelar piano bra")
Adverbialissuffixet är -ad.
Adverbialis fungerar också som essiv, såsom i:
Masc'avleblad mushaobs ("Han arbetar som lärare")
Adverbialis används också för att ange namnet på ett språk:
Inglisurad lap'arakobs ("Han/hon talar engelska")
Germanulad gadatargmna ("Han/hon översatte det till tyska")
Med det passiva framtidsparticipet i sa- används ofta adverbialis för att bilda ändamålsenliga eller infinitivliknande konstruktioner:
Usatuod shevecdebi biletebi vishovo mag p'iesis sanaxavad 
Utan tvekan kommer jag att försöka få biljetter för att se den här pjäsen. (Aronson, p. 402)